# Seio coronário

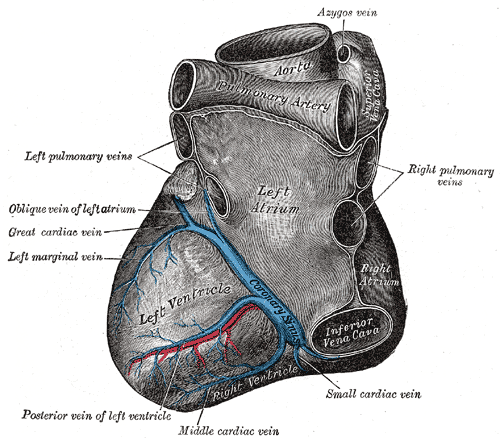
Seio coronário no coração humano

O seio coronário é uma coleção de veias unidas que formam um canal venoso amplo que corre da esquerda para a direita na face posterior do sulco coronário, e que coleta o sangue originário do miocárdio do coração. Recebe as veias interventricular anterior, interventricular posterior, cardíaca parva, ventricular esquerda e marginal esquerda. Está presente em humanos e em outros animais.